# Výrobní vztahy
Výrobní vztahy (německy Produktionsverhältnisse) je jedna z nejdůležitějších kategorií historického materialismu. Znamená vztahy, které se vytvářejí mezi lidmi ve společenské výrobě materiálních statků. Lidé nevyrábějí materiální statky jednotlivě, odděleně, nýbrž společně, vstupují do určitých svazků za účelem společné činnosti a vzájemné výměny produktů této činnosti. Karl Marx vysvětluje pojem výrobních vztahů. Ukazuje, že zahrnují
- vztahy lidí k výrobním prostředkům (formu vlastnictví);
- vztahy směny produktů výroby (například směna zboží);
- vztahy rozdělování vyrobených produktů, jež bezprostředně souvisí s rozdělováním vlastnictví výrobních prostředků.[1]

Změna výrobních vztahů mezi lidmi závisí na změně a vývoji výrobních sil. Avšak výrobní vztahy, jejichž vývoj je závislý na výrobních silách, působí zase na vývoj výrobních sil a tento vývoj urychlují nebo naopak zpomalují. Rozpor mezi výrobními silami a výrobními vztahy za kapitalismu je ekonomickým základem socialistické revoluce.